# Poesía no deseada
Poesía no deseada, a veces llamada spoetry, es un verso poético compuesto principalmente por líneas de asunto o el contenido de los mensajes de correo electrónico no deseado (spam).

## Historia
Diversos escritores han afirmado haber creado Poesía no deseada y no ha surgido un consenso sobre un origen único. Algunos de los primeros ejemplos provienen de un concurso de Poesía no deseada realizado en el año 2000 por el sitio web Satire Wire . El poeta canadiense Rob Read comenzó a escribir y enviar poemas spam a un grupo de 'suscriptores' a través de su serie de correos electrónicos Daily Treated Spam en septiembre de 2003. Las dos primeras antologías fueron publicadas por BookThug en 2005 como O Spam, Poems: Selected Daily Treated Spam. Daily Treated Spam funcionó hasta 2011, y una nueva serie llamada Spamdemic comenzó en agosto de 2020. El animador Don Herzfeld comenzó a escribir poemas de spam en su diario de producción en 2004. Del 5 de mayo de 2003 al 5 de mayo de 2004, el traductor Jorge Candela escribió "poemas" diarios en portugués, utilizando el tema del spam como título e inspiración.
En 2005 un libro titulado Machine Language de endwar fue publicado por IZEN y fue seguido por Machine Language, Version 2.1 también escrito por endwar en 2006. La última edición incluye un CD de poesía leído por Microsoft Sam, con música de Michael Truman, quien también rediseñó las lecturas automáticas. En cada edición se indica a endwar como el editor, pero en la segunda reconoce haber utizado la técnica del cut-up y la combinación de piezas más cortas que las de la primera edición, lo que le brinda más autoría en su creación. Estas obras también fueron leídas en la inauguración de Blends & Bridges, una exhibición concreta y visual de poesía en la Galería 324 en Cleveland, Ohio, el 1 de abril de 2006, con música de fondo proporcionada por Truman. 
El poeta experimental Endvar cita su colaboración de 1995 con el poeta experimental Ficus Strangulensis. The Last Further Last Words de Dutch Schultz, publicado por IZEN, como uno de los primeros experimentos en generar aleatoriamente textos de poesía, el software de texto alteraba las últimas palabras bizarras de Holland Schultz; también las publicaciones de The New York Times de 1935 , así como las influencias de Brion Gysin y William S. Burroughs e incluso a los músicos Throbbing Gristle y David Bowie. Las partes útiles del spam fueron utilizadas para las variantes de la poesía de endwar, es decir, endwar no llama "paratexto" a la parte que no es publicidad sino a las palabras aleatorias asignadas a filtros ficticios de spam.
En palabras de endwar, "el efecto del desarrollo del paratexto es que las computadoras aprenden a hablar las unas con las otras, de cierta manera imitando los textos humanos". Los mensajes son conversaciones entre personas en la misma fuente de correo electrónico.
Un libro titulado 'Spam: E-mail Inspired Poems' de Ben Myers fue publicado en 2008 por Blackheath Books Myers afirma haber escrito poemas de spam desde 1999.
La creación de la Poesia no deseada es similar a la técnica de recorte de Gysin y Burroughs en la cual las líneas de asunto individuales de los mensajes se unen en forma poética; haciendo la creación de la Poesía no deseada un ejercicio no tanto de creatividad sino de saber identificar lo inesperado.
El resultado final puede transformarse en cualquier forma literaria que desee el autor: haiku, poesía concreta, limerick, dada, etc. Por lo tanto, la Poesía no deseada no es una forma literaria sino un medio para crear poesía.
Un concepto relacionado es el spam iluminado, donde fragmentos de versos y prosa sin sentido se fusionan en mensajes de correo electrónico no deseados (spam). Algunos de los fragmentos son contenido original, mientras que otros son pasajes o conglomerados de obras de dominio público . El término fue acuñado por un miembro de Poetics listserv en 2002. En agosto de 2006, David Kestenbaum de Morning Edition de NPR transmitió una historia sobre el "Spam literario". Kestenbaum señaló que Paul Graham, un programador, "escribió un programa para encontrar la mejor manera de separar el spam del correo electrónico real. Para llevarlo a cabo, lo alimentó con una buena ración de spam y una muestra separada de correo electrónico real". Pronto, los spammers descubrieron las obras de poetas y escritores muertos hace mucho tiempo como una forma de eludir el código antispam de Graham.

## enlaces externos
- Artículo publicado en 2003 por el Harvard Business School Newspaper
- Artículo publicado en 2003 por BBC News
- Artículo publicado en 2004 por The Age (Australia)
- Artículo publicado en 2006 por The Guardian (Reino Unido)
- Antología de poesía spam
- Poesía no deseada
- Poesía spam de Ben Myers
- Reseña del libro de poesía Spam de Ben Myers
- ver entradas de diario del 31 de julio de 2004 y del 22 de abril de 2004 de Don Hertzfeldt
- “Spam del día” en The Splog de Flak Magazine
- Poesía spam de Kristin Thomas
- Sitio de poesía
- Sitio con pareados que riman generados dinámicamente
- Artículo y muestras publicados en 2007 por The Guardian
- Reseña de 'The Spam Anthology' publicada en 2007 por la revista 3:AM
- 'La poesía del spam' 29 de septiembre de 2006, Arts Hub US
- Andrew Gallix de The Guardian sobre la historia de Spam Lit, julio de 2008
- Poemas extraídos de spam al estilo de ee cummings

- Datos: Q7578804